# Saitis annae
Saitis annae är en spindelart som beskrevs av Theodore Dru Alison Cockerell 1894. Saitis annae ingår i släktet Saitis och familjen hoppspindlar. Inga underarter finns listade i Catalogue of Life.